# Écriture féminine
Écriture féminine (oversat: "kvindeskrift") stammer fra Frankrig og er et begreb, der udspringer af den feministiske litteraturkritik. Begrebet tilskrives de franske kritikere og feminister Hélène Cixous, Luce Irigaray og Julia Kristeva. Begrebet undersøger forholdet mellem krop, køn og skrift og ønsker at definere et sprog og en kvindelig skrift, der ikke ligger under for undertrykkende og fallocentriske idealer som de mener gør sig gældende generelt i skriften. Cixous mener at kvinder altid er blevet forbundet med passivitet i vestlige traditioner inden for filosofi og litterær kritisk teori, og at det aldrig bliver "kvindens tur"  til at tale. Det understreges af Cixous' udsagn: Im not trying to create a feminine writing but to let into writing what has been forbidden up to now (2008). De franske feminister ønsker at fraskrive sig en dominerende maskulinitet i skriften, som de mener er fremmedgørende for kroppen, og ordet féminine i begrebet skal forstås nært beslægtet med kropslige erfaringer som er centralt i forståelsen af hvad Écriture féminine dækker over. Det er vigtigt at understrege at Écriture féminine både kan skrives af mænd og kvinder idet maskulinitet og feminitet eksisterer både i mænd og kvinder, hvilket understreges af Cixous når hun siger: I do not say feminine writing. I talk of femininity in writing, or I use heaps of quotation marks, i speak of "so-called feminine writing. In any case - femininity - to define it - also exists in men, it does not neccessarily exist in women, and so this should not return to enclose itself in the history of anatomical difference and of sexes. All that is a trap (Cixous, 2008)
Écriture féminine kommer til udtryk ved en særlig måde at skrive på som ifølge litteraturforsker Anne Scott Sørensen kommer stilistisk til udtryk ved "en flydende og flertydig skrift med vægt på sprogets lydligtmaterielle side og et spiralisk formprincip".  Og Cixous beskriver sine teoretiske tekster som "båret af en poetisk rytme". 
Det at skrive det kvindelige ind i skriften og sproget, baserer sig på en forestilling om at tegnene (sproget) får sin eksistens i kraft af det de repræsenterer. Écriture féminine bliver således et udtryk for at kunne løsrive sig fra undertrykkende og fallocentriske strukturer som opretholdes af tænkningen og sproget ved at italesætte eller skrive kvinden frem på ny. Inspirationen er hentet hos psykoanalytikeren Jacques Lacans subjektteori, som fornyer den freudianske psykoanalyse ved sine teorier om sprog, under påvirkning af samtidens strømninger fra lingvistik, semiotik og poststrukturalisme og Jacques Derridas kritik af metafysikken.

## Cixous', Irigarays og Kristevas bidrag til Écriture féminine
Irigaray opererer med begrebet Jouissance som refererer til kvindens seksuelle lyst og kan ikke skrives på et systematisk, logisk maskulint sprog. Irigaray hævder at kvinders Jouissance har flere facetter end en maskulin, ensidig, fallisk nydelse fordi: "woman has sex organs just about everywhere ... feminine language is more diffusive than its 'masculine counterpart'. That is undoubtedly the reason ... her language ... goes off in all directions and ... he is unable to discern the coherence."  I Irigarays The way of Love vendes betydningen af ordet filosofi om, således at det ikke er et udtryk for kærlighed for visdom, men i stedet en feministisk filosofi af kvindens kærlighed .
Kristeva ser poeten som en der vil få sproget til at erkende det som det ikke vil sige . Kristevas nok mest kendte bidrag til Écriture féminine er Stabat Mater hvor hun afsøger et sprog for graviditet, fødsel og moderskab og sprogets tidlige og sanselige udspring i moderens krop og som er det hun kalder det semiotiske. 
Cixous' værk Medusas latter (1975) og titlen er et opgør med den freudianske karakteristik af femininitet lig med passivitet. Medusa i Ovids metamorphoser repræsenterer det feminines truende energi hvor Medusa forvandler mænd til sten med sit kastrerende blik. Cixous gør op med at sidestille feminitet med svaghed, passivitet og penismisundelse. Hun gør også op med Freuds forestilling om Medusas halshugning som et udtryk for kastration og kilde til mandlig angst ved at omvende negative associationer om Medusa ved at teoretisere over hvad Medusa kan betyde for kvinder. Til sidst gør hun op med Freuds beskrivelse af kvinden som et mystisk, ukendt og mørkt kontinent ved at sige: "this supposed dark continent, is neither dark, nor unexplorable, but fear of the "feminine" fixes our place between to terrifying myths: the Medusa and the abyss". I værket Veils (Cixous og Derrida, 2001) står desuden "The big reveal of the feminine shows that woman is not castrated; The Medusa is beautiful" and her laughter forces history to change its sense, its direction".

## Écriture féminine i litteraturen
Cixous' værk Vivre l'orange (1979) er inspireret af den brasilianske forfatter Clarice Lispectors værk Agua viva (1973) hvis feminine sproglige udtryk skrives frem ved at teksten ekspanderer og giver (på nydelsesfuld vis) i modsætning til et maskulint sprogligt udtryk: investering og modtage noget tilbage. Derudover nævner Cixous en række forfattere som hun selv betragter som udøvere af Écriture féminine og som hun mener stiller politiske spørgsmål som behandles poetisk. De udgør: Rainer Maria Rilke, Hölderlin, Osip Mandelsjtam, Marina Tsvetana, Anna Akhmatova, Franz Kafka, Marguerite Duras, Clarice Lispector, Jean Genet og James Joyce.
I Cixous' værk Readings fra 1991 skriver hun: "People like Clarice (Lispector) and (Jean) Genet are people who exposed themselves to the other. They let themselves be impregnated, penetrated, invaded by the other. While Genet is open to the "repugnant" other, and Rilke is penetrated by trees, by works of art, by flowers, angels, Lispector is invaded by masculinity.  

## Écriture féminines rolle i den feministiske litteraturkritik i Danmark
Den feministiske litteraturkritik har sit afsæt i den amerikanske feminist Kate Millets feministiske nøgleværk "Sexual politics" fra 1969, som også afføder en debat herhjemme, samt flere studier af patriarkalske strukturer i litteraturen, hvor blandt andet Pil Dahlerup påviser forskellen på anmeldelser af Cecil Bødker, hvor nogle af anmelderne tror hun er en mand, sammenlignet med dem der ved hun er en kvinde. Denne tilgang afløses af den normative feministiske litteraturkritik hvor der opstår en erkendelse af, at undertrykkelse ikke kun kan forstås som et udtryk for rationelle og bevidste hensigter. 1980'ernes feministiske litteraturkritik deler sig i to grene; en angloamerikansk historisk/kulturel tilgang hvis foregangskvinde tilskrives Elaine Showalter med værket A literature of their own (1977), hvor litteraturhistorien er blevet genlæst med fornyet blik og en kritik af den stereotype fremstilling af kvinder i litteratur skrevet af mænd, samt en fransk og sprogligt orienteret teori, herunder Écriture féminine.

## Kritik
Både den historisk/kulturelle tilgang samt den sproglige tilgang som Écriture féminine udspringer af, er begge blevet kritiseret for at være for indskrænkede og kategoriske, idet en forskelstænkning dyrkes. Elaine Showalter har selv udtalt i New Feminist Criticism (1985) at det er en blindgyde for det feministiske projekt at fastholde kvinders litteratur som - om end positivt - afvigende, ligesom Cixous også senere har beskrevet Medusas latter for at være for didaktisk.  